# Nassau Street (Manhattan)
La Nassau Street est une rue du quartier de Financial District, dans l'arrondissement de Manhattan à New York.

## Situation et accès
Elle est située près du New York City Hall, débute à Wall Street et va vers le nord jusqu'au pied du pont de Brooklyn.
La rue a été partiellement transformée en mail pietonnier.

## Origine du nom
Le nom « Nassau » vient de la famille royale des Pays-Bas, Orange-Nassau.

## Historique
La « rue Nassau » s'appelait à l’origine « Kip Street », d'après l'une des premières familles de colons néerlandais (en), puis elle a ensuite été nommée en l'honneur de la famille royale des Pays-Bas, la maison d'Orange-Nassau. Il a été nommé quelque temps avant Guillaume de Nassau, le prince néerlandais qui est devenu le roi Guillaume III d’Angleterre, donc ce n'est pas l'origine du nom, bien qu'il puisse être confondu avec cela. « Nassau Street » abritait autrefois de nombreux journaux de la ville. Pendant un certain temps, la rue était connue sous le nom de « Pie Woman's Lane ».

## Bâtiments remarquables et lieux de mémoire
- 150 Nassau Street